# Coppa del Fondatore saudita
La Coppa del Fondatore saudita (in arabo كأس المؤسس الملك عبدالعزيز‎?, in inglese Saudi Founder's Cup) è una competizione calcistica organizzata dalla Federazione calcistica dell'Arabia Saudita ogni cento anni per celebrare il regno saudita. La prima edizione del torneo si tenne nel 2000.
Vi prendono parte tutti i 152 club militanti nelle varie divisioni del campionato saudita di calcio.

## Albo d'oro
- 2000:  Al-Hilal

## Finali
| Riad 16 febbraio 2000, ore 19:20 GMT+3                                             | Al-Hilal  | 2 – 1         | Al-Ahli | Stadio internazionale Re Fahd (67 000 spett.) |
| \| \| \| \| \| Nawaf Al-Temyat Jassem Al Houwaidi \| Marcatori \| Khaled Gahwji \| |           |               |         |                                               |
|                                                                                    |           |               |         |                                               |
| Nawaf Al-Temyat Jassem Al Houwaidi                                                 | Marcatori | Khaled Gahwji |         |                                               |

## Vittorie per squadra
- 1:  Al-Hilal